# Josef Estermann (Soziologe)
Josef Estermann (* 1955 in Luzern) ist ein Schweizer Soziologe und Jurist.

## Werdegang
Er studierte an der Université de Fribourg in der Schweiz und an der Freien Universität Berlin. 1986 wurde er zum Dr. iur. in Fribourg promoviert und 1983 an der Freien Universität Berlin zum Dr. phil., wo er sich 2002 habilitierte. Im Jahre 2012 habilitierte er sich an der Universität Zürich. Estermann war Fachgebietsleiter am deutschen Bundesgesundheitsamt (Berlin, heute Robert Koch-Institut), am schweizerischen Bundesamt für Gesundheit (Bern) und am Bundesamt für Statistik. Er lehrt an juristischen und philosophischen Fakultäten der Universitäten Bern, Luzern, Zürich und an der Freien Universität Berlin. Er ist Senior Researcher beim Vienna Centre for Societal Security (Vicesse) in Wien.
Seine Arbeitsgebiete sind  Rechtssoziologie, Sozialgerontologie, Epidemiologie, Soziologie abweichenden Verhaltens, Kriminologie, sozialwissenschaftliche Methoden.

## Publikationen (Auswahl)
- Strafgefangene. Selektive Sanktionierung, Definition abweichenden Verhaltens und Klassenjustiz. Dissertation an der Philosophischen Fakultät der Freien Universität Berlin. Frankfurt am Main u. a. 1984, ISBN 3-8204-5259-1.
- Sozioökonomische Bedingungen und Arbeitsgerichtsbarkeit. In: H. Rottleuthner (Hrsg.): Rechtssoziologische Studien zur Arbeitsgerichtsbarkeit. Schriften der Vereinigung für Rechtssoziologie. Nomos Verlag, Baden-Baden 1984, ISBN 3-7890-0966-0.
- Kriminelle Karrieren von Gefängnisinsassen. Eine empirische Untersuchung. Dissertation an der juristischen Fakultät der Universität Freiburg i.Ue. Frankfurt am Main u. a. 1986, ISBN 3-8204-8636-4.
- M. A. Koch, R. Bunikowski, J. Estermann, R. Pfeifer, B. Schwartländer: Die HIV-Epidemie in der Bundesrepublik Deutschland. Die epidemiologische Situation, dargestellt anhand der dem Bundesgesundheitsamt am 30. Juni 1989 vorliegenden Daten über HIV-Infektionen und AIDS. AIDS-Zentrum, Bundesgesundheitsamt, 1989, ISSN 0937-8693
- Epidemiologie von AIDS und HIV-Infektionen. In: J. L'age-Stehr, E. B. Helm (Hrsg.): AIDS und die Vorstadien. Ein Leitfaden für Praxis und Klinik. Berlin / Heidelberg / New York u. a. 1990 (Loseblattsammlung), Juli 1990: Epidemiologie Deutschland (mit J. L'age-Stehr), November 1990: Aktuelle Fallzahlen (mit J. L'age-Stehr), Januar 1991: Epidemiologie von AIDS und HIV in der Schweiz, Oktober 1991: Epidemiologie von AIDS und HIV-Infektionen in Österreich ISBN 3-540-50384-6.
- Die Kosten der Drogenrepression. Schätzungen für die Schweiz 1991. Consommation et trafic de drogues: les coûts de la repression 1991. Bundesamt für Statistik (Hrsg.), Reihe Statistik der Schweiz, Bern 1995, ISBN 3-303-19005-4.
- J. Estermann mit Beiträgen von Ute Herrmann, Daniela Hügi, Bruno Nydegger: Sozialepidemiologie des Drogenkonsums. Zu Prävalenz und Inzidenz des Heroin- und Kokaingebrauchs und dessen polizeiliche Verfolgung. Berlin 1996, ISBN 3-86135-067-X.
- Organisierte Kriminalität in der Schweiz. Luzern 2002, ISBN 3-907230-11-6.
- J. Estermann, H. U. Kneubühler: Warum Lebensqualität im Pflegeheim bedeutsam ist und wie sie gemessen werden kann. In: Schweizerische Zeitschrift für Soziologie. 34(1), 2008, S. 187–210, ISSN 0379-3664